# Théorème de Hasse sur les courbes elliptiques
Pour les articles homonymes, voir Théorème de Hasse.
En mathématiques, le théorème de Hasse sur les courbes elliptiques donne un majorant et un minorant de l'ordre du groupe abélien fini des points d'une courbe elliptique sur un corps fini. 
Si N est le nombre de points d'une courbe elliptique E sur un corps fini à q éléments, alors le résultat de Helmut Hasse  (1936) énonce que
{\displaystyle |N-(q+1)|\leq 2{\sqrt {q}}.}
Emil Artin l'avait conjecturé dans sa thèse en 1924. Ceci est équivalent à la détermination du module des racines des fonctions zeta locales de E.
L'interprétation est la suivante : N diffère de q + 1, le nombre de points de la droite projective sur le même corps, par un « terme d'erreur » qui est la somme de deux nombres complexes, chacun de module √q.